# کوین مارکت کپ
کوین مارکت کپ (به انگلیسی: Coinmarketcap)، یک وب سایت مرجع است که اطلاعات و داده‌هایی مانند: قیمت، حجم معاملات و ارزش بازار ارزهای دیجیتال را ارائه می‌دهد. این وب سایت، در سال ۲۰۱۳ توسط برندون چز در شهر نیویورک تأسیس شد. مأموریت این وب سایت این است که رمز ارزها را کشف و رمزگشایی کند تا کاربران بتوانند با اطلاعات بی‌طرفانه، باکیفیت و دقت نتیجه‌گیری کنند.

## بررسی اجمالی
کوین مارکت کپ در سال ۲۰۱۳ توسط برنامه‌نویس براندون چز در شهر نیویورک تأسیس شد. بر اساس گزارش بلومبرگ در نوامبر ۲۰۱۹، کوین مارکت کپ برای مبارزه با حجم معاملات جعلی، یک معیار نقدینگی را معرفی کرد.
در آوریل ۲۰۲۰ بایننس، یکی از بزرگ‌ترین صرافی‌های ارز دیجیتال، کوین مارکت کپ را به مبلغی نامعلوم خریداری کرد. به گفته فوربس، گویا ارزش این معامله بیش از ۴۰۰ میلیون دلار بوده‌است.
در نوامبر ۲۰۲۱، از سوی وایس، نیویورک تایمز و چند رسانه دیگر به کوین مارکت کپ در هشدار به کاربران در مورد کلاهبرداری توکن «Squid» که به دروغ ادعا کرد به مجموعه تلویزیونی بازی ماهی مرکب وابسته است، استناد شد. همچنین این وب سایت مرجعی برای رتبه‌بندی صرافی‌های ارزهای دیجیتال است.
در ژانویه ۲۰۱۸، کوین مارکت کپ صرافی‌های کره جنوبی را در محاسبات قیمت‌های خود حذف کرد، زیرا قیمت‌های آن کشور همواره بالاتر از سایر مناطق بود که در پی این امر باعث کاهش قابل توجهی در ارزش بازار ریپل و ایجاد آشفتگی در بازار رمز ارزها شد. برندون چز در نامه ای به وال استریت ژورنال توضیح داد که کوین مارکت کپ صرافی‌های کره‌ای را به دلیل شکایت بسیاری از کاربران نسبت به قیمت‌های نادرست از فهرست حذف کرد. هرچند، او انتظار نداشت که تأثیر حذف صرافی‌های کره‌ای آنقدر بزرگ باشد.
در اکتبر ۲۰۲۱ ادعا شد که اطلاعات ۳٫۱ میلیون کاربر کوین مارکت کپ هک شد. وب سایت Have I Been Pwned، که مخصوص شناسایی حملات سایبری و حساب‌های آنلاین خطرناک است نیز نفوذ هکران به کوین مارکت کپ را تأیید کرد.

کوین مارکت کپ در این زمینه گفت:
«از آنجا که هیچ رمز عبوری در داده‌هایی که مشاهده کرده‌ایم گنجانده نشده‌است، ما معتقدیم که این اطلاعات به احتمال زیاد از پلتفرم دیگری تهیه شده‌است که ممکن است کاربران در چندین سایت دیگر از رمزهای عبور یکسان استفاده کرده باشند.»
برای لیست شدن ارز دیجیتال در بایننس یا دیگر صرافی‌ها باید ابتدا ارز خود را در کوین مارکت کپ لیست کنید.